# خوسيه بوينتي
خوسيه بوينتي (بالإسبانية: José Puente)‏ هو مدرب كرة قدم ولاعب كرة قدم أوروغواياني في مركز الدفاع، ولد في 10 أبريل 1968 في مونتيفيديو في الأوروغواي. لعب مع سنترال إسبانيول.

## وصلات خارجية
- خوسيه بوينتي على موقع قاعدة بيانات كرة القدم.إي يو (الإنجليزية)